# فرانك إي. مان
فرانك إي. مان (بالإنجليزية: Frank E. Mann)‏ هو سياسي أمريكي، ولد في 1 مايو 1920 في أتلانتا في الولايات المتحدة، وتوفي في 25 أبريل 2007 في الإسكندرية في الولايات المتحدة بسبب سرطان البروستاتا. حزبياً، نشط في الحزب الديمقراطي.